# Ciechan (postać)
Ciechan – legendarny założyciel Ciechanowa. Według legendy w prasłowiańskich czasach Ciechan szukał dogodnego miejsca do zamieszkania z Dobroniegą. Wędrując po ziemiach dzisiejszego Mazowsza trafił na dobrze usytuowany wzgórek wśród rozległych, pełnych grubego zwierza borów, otoczony z trzech stron rozlewiskami rzeki i urodzajnymi glebami. Zbudował na nim szałas i spłodził ze swoją żoną Dobroniegą dziesięciu synów, z którymi, gdy dorośli, wzniósł drewniany, obszerny gród.